# وکو (میزوری)
وکو (به انگلیسی: Waco) یک شهر در ایالات متحده آمریکا است که در شهرستان جاسپر، میزوری واقع شده‌است. وکو ۰٫۶۷ کیلومتر مربع مساحت و ۸۷ نفر جمعیت دارد و ۲۷۵ متر بالاتر از سطح دریا واقع شده‌است.